# Melanargia amphitrite
Melanargia amphitrite är en fjärilsart som beskrevs av Jacob Hübner 1799. Melanargia amphitrite ingår i släktet Melanargia och familjen praktfjärilar. Inga underarter finns listade i Catalogue of Life.